# دیوی گلی
دیوی گلی (به انگلیسی: Devi Gali) یک روستا در پاکستان است که در ناحیه پونچ واقع شده‌است.